# 센즈촌 (후쿠오카현)
센즈촌(千手村)은 후쿠오카현 가호군에 설치되었던 촌이다.  1955년 1월 1일 센즈촌 및 오구마정, 아시지로촌, 미야노촌 등 4개 정·촌이 합병하여 가호정이 신설되고 폐지되었다.